# Heibergeilanden
De Heibergeilanden (Russisch: острова Гейберга; ostrova Gejberga) is een Russische groep van vijf kleine eilandjes aan de oostelijke rand van de Karazee, op 35 tot 45 kilometer uit de kust van het schiereiland Tajmyr en ongeveer even ver van de archipel Noordland. Ze behoren bestuurlijk gezien tot het district Tajmyrski van de kraj Krasnojarsk en vormen onderdeel van Ruslands grootse natuurreservaat zapovednik Bolsjoj Arktitsjeski. De eilandengroep werd door Fridtjof Nansen vernoemd naar de financieel directeur van de Noorse brouwerij Ringnes, Axel Heiberg, de belangrijkste geldschieter van zijn expeditie op de Fram. Naar hem is ook het Canadese Axel Heibergeiland vernoemd.

## Geografie
De vijf eilandjes zijn bedekt met toendravegetatie en bevatten verspreide stukken rots op hun kusten. Ze liggen aan de westelijke ingang van de Straat Vilkitski. Het langste eiland is Sredny ("midden") in het zuiden met een lengte van 5 kilometer. Het veel kleinere Vostotsjny ("oost") bevindt zich aan oostzijde hiervan. Het eiland Zapadny ("west") is iets kleiner dan Sredny en bevindt zich aan noordwestzijde ervan. Severny ("noord") ten slotte is de benaming voor twee kleine eilandjes ten noorden van Sredny. De zee rondom de eilanden is in de lange bittere winter bedekt met 'vast' ijs. Het klimaat is er erg streng. In de zomer is de zee ook vaak bedekt met pakijs, zodat de eilanden het grootste deel van het jaar met het vasteland zijn verbonden.
Op de eilanden komen ijsberen voor en er zijn ook incidentele meldingen (door het polstation) geweest van poolvossen, wolven (in 1963), hermelijnen (in 1958) en rendieren, die waarschijnlijk uit de route geraakte exemplaren betreffen. Ook komen er noordse stormvogels en ivoormeeuwen (eerste melding in 1956, in 2008 kolonie ontdekt) voor.

## Geschiedenis
In 1938 deed de ijsbreker Tajmyr het eiland aan, waarbij Papanin last van sneeuwblindheid kreeg. In 1940 (of 1949) werd het poolstation Ostrova Gejberga ("Heibergeilanden") opgericht op het eiland Vostotsjny voor meteorologisch onderzoek, als steunpunt van de Noordelijke Zeeroute. Dit poolstation bleef gehandhaafd tot in de jaren 1990, toen het scheepsverkeer tussen Doedinka en Pevek min of meer stilviel en het overheidsgeld opraakte voor het onderhouden van de Noordelijke Zeeroute en veel steunpunten eruit werden gesaneerd. Het poolstation werd daarop in 1995 gesloten. Veel uitrusting werd achtergelaten op het eiland en bevindt zich er nog altijd.

## Nabijgelegen eilanden
- Helland-Hansen (Гелланд-Гансена; 77° 30′ 19″ NB, 102° 31′ 8″ OL) is een 3 kilometer lang langwerpig eiland op 28 kilometer ten oostzuidoosten van het eiland Vostotsjny. Het is (door Nansen) vernoemd naar de Noorse oceanograaf Bjørn Helland-Hansen.
- Pervomajski (Первомайский; 77° 22′ 6″ NB, 102° 10′ 15″ OL) is een groot eiland voor de kust iets ten zuidzuidwesten van Helland-Hansen. Iets verder van de kust af ligt het kleinere eilandje Vetsjerni (Вечерний; 77° 22′ 50″ NB, 102° 7′ 44″ OL).